# HMS Conqueror (S48)
El HMS Conqueror (S48) de la Marina Real Británica fue un submarino nuclear de la clase Churchill en servicio de 1971 a 1990. Fue construido por Cammell Laird en Birkenhead a orillas del río Mersey.
En 1982 atacó y hundió al crucero ligero ARA General Belgrano (ex Phoenix) de la Armada Argentina, fuera del área de exclusión establecida en la Guerra de las Malvinas, convirtiéndose en el único submarino nuclear que hundió a una nave enemiga en tiempos de guerra.

## Descripción
El Conqueror fue el tercero de su clase, los otros dos fueron el HMS Churchill (S46) y el HMS Courageous (S50).
El objetivo principal de esos submarinos fue en la Guerra Fría, con potenciales ataques a otras naves y submarinos, y espiar los movimientos de la fuerza naval de submarinos soviéticos.

## Historial

### Guerra de las Malvinas
El Conqueror, comandado por el comandante Chris Wreford-Brown, se destacó en la guerra de Malvinas, haciéndose a la mar desde la Base Naval Faslane, en el río Clyde en Escocia el 3 de abril de 1982, un día después de la acción militar argentina.
El Conqueror arribó a la "Zona de Exclusión" alrededor del archipiélago en disputa, 21 días más tarde, el 24 de abril de 1982. Se le ordenó vigilar a la "Flota de Mar Argentina", particularmente al portaaviones ARA Veinticinco de Mayo (V-2). El 30 de abril, advirtió la presencia del crucero ARA General Belgrano. El Belgrano estaba navegando al sudoeste de las Malvinas, fuera del área de exclusión impuesta por la Royal Navy a los buques argentinos. Los británicos temían un ataque de pinzas. Después de los primeros ataques de guerra ocurridos, el almirante británico, J. F. Woodward, ordenó al Conqueror hundir al Belgrano. El mensaje fue interceptado por Northwood, desde el mando de la Flota de Royal Navy en el Reino Unido. El gobierno británico, después de debatir, compartió la decisión del hundimiento. La base de la decisión fue que la Royal Navy podría recibir un ataque en pinzas del Belgrano desde el sur, y el Veinticinco de Mayo desde el norte. También, el Belgrano podría escapar del Conqueror navegando a aguas menos profundas y luego contraatacar la Task Force.
El escenario fue propicio el 2 de mayo, convirtiéndose el HMS Conqueror en el primer submarino nuclear en hacer fuego ofensivo al disparar tres torpedos Mark VIII al Belgrano, dos de los cuales impactaron en la estructura de la nave, explotando. Veinte minutos más tarde, el crucero se hundió rápidamente, siendo abandonado por la tripulación. Murieron 323 marinos.
La guerra para el HMS Conqueror no finalizó allí. La tripulación podía ver a las aeronaves de la Fuerza Aérea Argentina localizando las balsas en los días siguientes al ataque, que impactó al pueblo argentino y a la dictadura. El Conqueror no disparó más en la guerra, pero proporcionó una valiosa ayuda a la Task Force usando su equipo de monitoreo para seguir las aeronaves argentinas que partían desde el continente.
Tras la contienda, el HMS Conqueror retornó a su base de Faslane, enarbolando, como es tradición en los submarinos de la Royal Navy, la Jolly Roger, después de conseguir un "hundimiento". Cuando se le preguntó acerca del incidente mortal, el comandante Wreford-Brown respondió: "La Royal Navy gastó trece años en prepararme para tal tipo de ocasión. Hubiera sido extremadamente duro si hubiera fallado."

### Operación Barmaid
El documentalista Stuart Prebble reveló, con su libro Secrets of the Conqueror, que realizó en agosto de 1982 una incursión secreta en las aguas soviéticas para apoderarse un sonar de arrastre; al parecer, lo último que la URSS tenía entonces en tecnologías de detección submarina, según informa el 12 de diciembre de 2012 el diario The Telegraph. En un tenso operativo que implicó buzos tácticos, cámaras de televisión y pinzas gigantes, los británicos lograron llevarse el artefacto, a tan solo tres millas de territorio soviético.

### Colisión
En noviembre de 2010, se informó en Hansard que el Conqueror estuvo involucrado en una colisión con el yate Dalriada de la Asociación para Entrenamiento de Navegación del Ejército frente a la costa de Irlanda del Norte en julio de 1988.

### Baja
El HMS Conqueror no tomó parte en ningún otro conflicto del que se tenga noticia, y fue dado de baja en 1990. Fue reemplazado por el submarino nuclear HMS Sovereign (S108) de la Clase Swiftsure.
El periscopio, la cabina del capitán y el panel de control principal  del submarino puede verse en el Museo de la Marina Real Británica en Gosport.